# جو إنجلش (موسيقي)
جو إنجلش (بالإنجليزية: Joe English)‏ هو موسيقي وكاتب أغاني أمريكي، ولد في 7 فبراير 1949 في روتشستر في الولايات المتحدة.

## وصلات خارجية
- جو إنجلش على موقع IMDb (الإنجليزية)
- جو إنجلش على موقع ميوزك برينز (الإنجليزية)
- جو إنجلش على موقع أول ميوزيك (الإنجليزية)
- جو إنجلش على موقع ديسكوغز (الإنجليزية)